# 阿尔克尔姆斯
阿尔克尔姆斯（英語：Archermus），约活动于公元前6世纪前后。古希腊希俄斯岛的雕刻家之一，为《提洛岛的胜利女神》的作者，他是首位采用双翼来表现胜利女神的人，他的创作手法为后世所承袭，在古希腊产生了重要影响。

## 扩展阅读
- Tarbell, F. B. A History Of Greek Art. Chapter V, fig. 85 (the Nike "of Archermus").